# Stephen Frick
Stephen Nathaniel Frick (* 30. září 1964, Pittsburgh, Pensylvánie) je americký astronaut. Jako pilot absolvoval let do vesmíru v raketoplánu Atlantis při misi STS-110, pak byl velitelem posádky raketoplánu Atlantis STS-122, který odstartoval 7. února 2008.

## Studium a výcvik
V roce 1986 získal titul bakalář v oboru aerokosmických technologií na United States Naval Academy, v roce 1994 titul leteckého inženýra na kalifornské Naval Postgraduate School. Při první válce v Perském zálivu podnikl 26 bojových letů na stíhacím útočném letounu F/A-18 Hornet. Celkově má nalétáno přes 3200 hodin na 35 různých typech letadel.

## Lety do vesmíru
1. května 1996 prošel konkurzem na astronauta a v Johnsonově kosmickém středisku absolvoval dvouletý výcvik. Poprvé se do vesmíru podíval jako pilot raketoplánu Atlantis STS-110, což byl jeden z montážních letů k Mezinárodní vesmírné stanici (ISS). V červenci roku 2006 byl nominován do funkce velitele posádky mise STS-122, jejíž cíl bylo také budování ISS.
- STS-110, Atlantis (8. dubna 2002 – 19. dubna 2002)
- STS-122, Atlantis (7. února 2008 – 20. února 2008)

Stephen Frick je ženatý a bezdětný.